# Dale Bumpers
Dale Leon Bumpers (12 de agosto de 1925-1 de enero de 2016) fue un abogado y político estadounidense que ocupó el cargo de 38.º Gobernador de Arkansas (1971-1975) y el de senador de los Estados Unidos (1975-1999). Era miembro del Partido Demócrata. Antes de su muerte, era consejero en la oficina de Washington D. C., del bufete de abogados Arent Fox LLP, donde sus clientes incluían Riceland Foods y la Universidad de Arkansas para las Ciencias Médicas.

## Antecedentes
Bumpers nació el 12 de agosto de 1925 en Charleston, en el condado de Franklin, en el centro oeste de Arkansas, cerca de la gran ciudad de Fort Smith, hijo de William Rufus Bumpers (1888-1949), que fue miembro de la Cámara de Representantes de Arkansas a principios de la década de 1930, y de la antigua Lattie Jones (1889-1949). El hermano de Bumpers, Raymond J. Bumpers (1912-1916), murió de disentería. Otro hermano mayor, Carroll Bumpers, nació en 1921. Tiene una hermana llamada Margaret. Los padres de Bumpers murieron con cinco días de diferencia en marzo de 1949 a causa de las heridas sufridas en un accidente de automóvil; la pareja está enterrada en el cementerio de Nixon, en el condado de Franklin.
Bumpers asistió a las escuelas públicas y a la Universidad de Arkansas en Fayetteville, en el condado de Washington. Sirvió en el Cuerpo de Marines de los Estados Unidos de 1943 a 1946 durante la Segunda Guerra Mundial. Bumpers se graduó en la Facultad de Derecho de la Universidad Northwestern de Chicago, Illinois, en 1951. Desde su época en Illinois, se convirtió en un gran admirador de Adlai Stevenson II, el candidato presidencial demócrata en 1952 y 1956. Bumpers fue admitido en el colegio de abogados de Arkansas en 1952 y comenzó a ejercer la abogacía en su ciudad natal ese mismo año. De 1952 a 1970 fue fiscal de la ciudad de Charleston. Fue juez especial del Tribunal Supremo de Arkansas en 1968.
Bumpers perdió su candidatura en 1962 para el mismo escaño de la Cámara de Representantes del Estado que en su día representó su padre, que había querido presentarse a la Cámara de Representantes de los Estados Unidos pero no pudo reunir los fondos para hacerlo.

## Gobernador de Arkansas
Bumpers era prácticamente desconocido cuando anunció su campaña para gobernador en 1970. A pesar de su falta de reconocimiento de su nombre, sus habilidades oratorias, su encanto personal y su imagen de outsider le llevaron a una segunda vuelta por la nominación demócrata con el exgobernador Orval Faubus. Otros dos candidatos serios eran el fiscal general Joe Purcell, de Benton, en el condado de Saline, y el presidente saliente de la Cámara de Representantes de Arkansas, Hayes McClerkin, de Texarkana. Bumpers apenas superó a Purcell en la segunda vuelta, pero luego derrotó fácilmente a Faubus. En las elecciones generales, se impuso al actual gobernador republicano moderado Winthrop Rockefeller. Fue un año demócrata a nivel nacional, y la marea benefició a Bumpers. Al igual que Jimmy Carter, de Georgia, Reubin Askew, de Florida, y John C. West, de Carolina del Sur, Bumpers fue descrito a menudo como un nuevo tipo de demócrata sureño que traería la reforma a su estado y al Partido Demócrata. Su victoria sobre Rockefeller marcó el inicio de una nueva era de gobernadores jóvenes de mentalidad reformista, entre los que se encontraban dos de sus sucesores, David Pryor (que más tarde serviría junto a Bumpers en el Senado) y el futuro presidente de EE. UU. Bill Clinton.
En las primarias demócratas de 1972, Bumpers derrotó fácilmente a dos oponentes, entre los que se encontraba el prestigioso senador estatal Q. Byrum Hurst, de Hot Springs. En las elecciones generales, derrotó al republicano Len E. Blaylock, del condado de Perry, incluso cuando Richard M. Nixon estaba ganando holgadamente Arkansas en la carrera presidencial.

## Elecciones al Senado de los Estados Unidos
Bumpers fue elegido para el Senado de los Estados Unidos en 1974. Desbancó al titular James William Fulbright en las primarias demócratas por un amplio margen y luego se impuso al abogado y banquero republicano John Harris Jones (nacido en 1922) de Pine Bluff. En la carrera al Senado de 1974, Jones acusó a Bumpers de gastar excesivamente como gobernador, citando la construcción de un complejo de oficinas estatales de 186 millones de dólares. Bumpers no solo ignoró a Jones, sino que hizo campaña sobre todo por el joven demócrata Bill Clinton, que en ese año fuertemente demócrata no consiguió desbancar al representante republicano John Paul Hammerschmidt en el 3.º distrito congresional de Arkansas. Bumpers obtuvo 461.056 votos (84,9%) frente a los 82.026 de Jones (15,1%), lo que supuso el resultado republicano más débil desde que el ejecutivo de seguros Victor M. Wade, de Batesville, perdió frente a Fulbright en 1944.
La revista Time escribió que "muchos, a su pesar, han tenido problemas para tomar en serio a Bumpers... Dandy Dale, el hombre con un discurso, un limpiabotas y una sonrisa".
En 1980, Bumpers sobrevivió cómodamente, con 477.905 votos (59,1 por ciento) frente a 330.576 (40,9 por ciento), a la victoria de Ronald W. Reagan en Arkansas, al derrotar al candidato republicano, William P. "Bill" Clark (nacido en 1943), un banquero de inversiones de Little Rock que se presentó al Senado sólo una hora antes del plazo. (Este William Clark no está relacionado con el confidente de Reagan William Patrick Clark (1931-2013)). En su infructuosa carrera de 1976 como demócrata para el escaño del 2.º distrito congresional de Arkansas, "Bill" Clark había repartido veinte mil barras de caramelo Clark, pero recibió menos votos y cargó con una deuda de campaña impagada que superaba los 30.000 dólares. Clark acusó a Bumpers de ser "difuso en los temas" y cuestionó el apoyo de Bumpers al racionamiento de la gasolina durante la crisis energética. Clark criticó a Bumpers por haber votado en contra de los créditos de defensa veintitrés veces entre 1975 y 1978 y señaló: "Sólo este año [cuando busca la reelección] ha votado a favor de un par de partidas de defensa." Clark cuestionó la oposición de Bumpers a la oración en las escuelas y su apoyo a los Tratados del Canal de Panamá de 1978, una cuestión que Reagan había utilizado también contra el presidente Jimmy Carter. Clark afirmó además que Bumpers se había burlado de los ciudadanos del condado de Newton, un frecuente bastión republicano en Arkansas, como "gente estúpida de las colinas". El condado de Newton, a su vez, dio el 57,2 por ciento de sus votos a Clark, que se impuso en doce de los setenta y cinco condados del estado, la mayoría de ellos en la sección noroeste del estado. Clark también se impuso en Franklin, el condado natal de Bumpers. El aspirante republicano preguntó a los votantes: "Si Dale Bumpers no vota por ti, ¿por qué deberías votar por él?".
A diferencia de Bumpers, Bill Clinton perdió en la avalancha de votos electorales de Reagan, quedando temporalmente marginado por el republicano Frank D. White. En 1986, Bumpers derrotó a su oponente republicano, que luego fue representante de los EE. UU. por el tercer distrito del Congreso de Arkansas y gobernador Asa Hutchinson. En 1992, tras superar a la auditora estatal Julia Hughes Jones con el 64% de los votos en las primarias demócratas, derrotó al futuro gobernador Mike Huckabee en las elecciones generales. Al año siguiente, Jones se pasó al Partido Republicano y se presentó sin éxito a la Secretaría de Estado en 1994. En 1998, cuando Bumpers se retiró, la opción demócrata, la exdiputada Blanche Lincoln, del 1.º distrito congresional de Arkansas, derrotó cómodamente al candidato republicano, Fay Boozman, un senador estatal que posteriormente fue director del Departamento de Salud de Arkansas bajo el mandato del gobernador Huckabee.

### Permanencia en el Senado
Bumpers fue elegido al Senado en cuatro ocasiones, empezando por su enorme victoria sobre Fulbright, el veterano presidente del Comité de Relaciones Exteriores del Senado de los Estados Unidos. Bumpers presidió el Comité del Senado para la Pequeña Empresa y el Emprendimiento desde 1987 hasta 1995, cuando el GOP tomó el control del Senado durante una docena de años tras las elecciones de 1994. Bumpers fue miembro minoritario de la Comisión de Energía y Recursos Naturales del Senado desde 1997 hasta su jubilación en 1999. En el Senado, Bumpers era conocido por sus habilidades oratorias y por su prodigioso respeto a la Constitución de los Estados Unidos. Nunca apoyó ninguna enmienda constitucional.
Bumpers decidió no aspirar a la candidatura presidencial demócrata en 1984 y 1988, a pesar del apoyo de muchos colegas, entre ellos el senador Paul Simon, de Illinois, que finalmente también disputó la candidatura de 1988, ganada por Michael Dukakis. Inicialmente fue uno de los principales candidatos de Walter Mondale a la vicepresidencia en 1984, pero se retiró de la carrera al principio del proceso.
Bumpers declaró que su principal razón para no presentarse era el miedo a "una interrupción total de la cercanía que mi familia ha apreciado". Muchos observadores consideraron que Bumpers tal vez carecía de la ambición obsesiva que se requiere de un candidato presidencial, especialmente uno que hubiera comenzado el proceso con una baja identificación de su nombre. Otro factor que se mencionó a menudo fue el voto clave de Bumpers en la eliminación de la reforma de la legislación laboral en 1978, un voto que enfureció a los trabajadores organizados y que claramente no ha sido olvidado por los líderes sindicales casi una década después.

### La destitución de Clinton
Tras su retirada del Senado, Bumpers, autodeclarado amigo íntimo del presidente Clinton, actuó como abogado defensor durante el juicio de destitución de Clinton. Durante el juicio en el Senado pronunció un apasionado alegato final.
Citas del alegato final de la presentación en la Casa Blanca, 21 de enero de 1999:
H. L. Mencken dijo una vez: "Cuando oyes a alguien decir: "Esto no es por el dinero" - es por el dinero". Y cuando escuchas a alguien decir, "Esto no es sobre el sexo" - es sobre el sexo.
... Nadie ha sugerido que Bill Clinton haya cometido un delito político contra el Estado. Así que, colegas, si honran la Constitución, deben mirar la historia de la Constitución y cómo llegamos a la cláusula de destitución. Y si lo hacen y lo hacen honestamente de acuerdo con el juramento que hicieron, no pueden - pueden censurar a Bill Clinton, pueden entregarlo al fiscal para que lo procese, pero no pueden condenarlo. Y no pueden permitirse el lujo o el derecho de ignorar esta historia. ...

El pueblo estadounidense está pidiendo ahora y desde hace tiempo que se le permita dormir bien. Piden que se ponga fin a esta pesadilla. Es una petición legítima.

## Honores
En 1995, la Universidad de Arkansas-Fayetteville fundó la Facultad de Ciencias Agrícolas, Alimentarias y de la Vida Dale Bumpers en su honor.
En 2014, el Refugio Nacional de Vida Silvestre de White River, en Arkansas, pasó a llamarse "Refugio Nacional de Vida Silvestre Dale Bumpers White River". En una ceremonia de dedicación, Daniel M. Ashe, director del Servicio de Pesca y Vida Silvestre de los Estados Unidos, dijo:
El Servicio se enorgullece de reconocer las numerosas contribuciones que el senador Bumpers ha hecho para que muchas generaciones futuras tengan la misma oportunidad de disfrutar de la belleza natural de Arkansas que nosotros hemos tenido. Es un gigante entre los conservacionistas y un visionario que siguió un camino poco convencional para reservar algunos de los últimos lugares salvajes de Arkansas. Es muy apropiado que se le vincule para siempre con el río White.

## Causas
Bumpers y su esposa Betty eran conocidos por su dedicación a la causa de la inmunización infantil. El Centro de Investigación de Vacunas Dale y Betty Bumpers (VRC) de los Institutos Nacionales de Salud fue creado por el expresidente Clinton para facilitar la investigación en el desarrollo de vacunas.
Al principio de su carrera jurídica, el Consejo Escolar de Charleston le pidió consejo sobre cómo debía responder a la decisión del Tribunal Supremo de los Estados Unidos en el caso de 1954 de Brown contra el Consejo de Educación de Topeka, Kansas, que declaró inconstitucional la segregación de las escuelas públicas por motivos de raza. Bumpers aconsejó al consejo escolar que cumpliera la decisión inmediatamente. En julio de 1954, la junta votó para eliminar la segregación en las escuelas y el 23 de agosto de 1954, el año escolar comenzó con once niños afroamericanos asistiendo a las escuelas de Charleston. Esta rápida acción para eliminar la segregación en las escuelas públicas fue poco frecuente: el distrito escolar de Charleston fue el primero de los once estados que componían la antigua Confederación en integrar sus escuelas públicas tras la decisión del Tribunal Supremo.
Bumpers se opuso a las enmiendas constitucionales durante todo su mandato en el Senado y criticó a su colega republicano, Jesse Helms, de Carolina del Norte, por intentar esa vía para promulgar propuestas políticas conservadoras. Sin embargo, Bumpers dijo que trabajó bien con los líderes republicanos Howard Baker y Bob Dole.

## En la ficción
En la novela de Jeffrey Archer de 1977 "Shall We Tell the President?, Bumpers fue elegido vicepresidente de los Estados Unidos en una candidatura encabezada por Ted Kennedy, derrotando a Ronald Reagan en las elecciones de 1984. En la edición revisada de la novela de 1986, Archer sustituyó a Kennedy por el personaje ficticio de Florentyna Kane, y a Bumpers por el senador de Nueva Jersey Bill Bradley, de la vida real.

## Fallecimiento
Después de un período de mala salud, Bumpers murió el 1 de enero de 2016 en su casa de Little Rock a la edad de 90 años. Tenía la enfermedad de Alzheimer y había sufrido una fractura de cadera poco antes de su muerte.